# 화석은하군
화석 은하군(영어: Fossil galaxy group), 또는 화석은하단(영어: Fossil galaxy cluster)은  밝은 X-선 헤일로를 가지며({\displaystyle L_{x}>10^{42}ergs^{-1}}), 가장 밝은 은하단 은하와 두 번째로 밝은 은하단 은하 사이의 r-band 등급 차가 2 이상 나는 ({\displaystyle \Delta m_{12}>2}) 은하 시스템이다. 일반적인 은하 시스템의 최종 결과로 여겨지고 있다. 은하군 내의 은하는 서로 상호작용하고 병합한다. 밝은(또는 L*) 은하의 등급차로부터 유추 할 수 있는 이 시스템의 생성 시간은 화석 은하군이 늙고, 초기 병합으로 인한 생성 이후 은하의 대규모 유입이 없는 계 임을 시사한다. 따라서 화석 은하군은 은하의 형성 및 진화와 고립된 계 내의 은하군 내부 물질 연구에 관한 중요한 실험실이 된다. 최근 연구들에 의하면 화석 은하 시스템이 오래동안 고립된 계가 아니라 진화 과정 중 우연한 관측에 의해 정의 되었을 것으로 보는 관점도 존재한다.

## 가장 가까운 화석 은하
우리 은하에서 가장 가까운 화석 은하는 헤라클레스자리 방향으로 약 1억 8000만 광년 떨어진 곳에 위치한 타원 은하 NGC 6482이다.

## 같이 보기
- 가장 밝은 은하단 은하
- BCG
- cD 은하
- 일러스트리스 계획 (Illustris project)